# Хобан, Овидиу
Овидиу Стефан Хобан (рум. Ovidiu Ștefan Hoban; род. 27 декабря 1982, Бая-Маре, Марамуреш) — румынский футболист, полузащитник; тренер.

## Клубная карьера
Воспитанник клубов «Бая-Маре» и «Бихор» (Орадя). В 2002—2004 годах играл за немецкий клуб «Клаузен», после чего вернулся в Румынию. В 2004—2005 годах играл за «Университатя» (Крайова) и «Бихор». В 2005 году перешёл в «Газ Метан», за который играл 6 лет. В 2012 году поиграл за клуб «Университатя» (Клуж), после чего в этом же году перешёл в «Петролул». В составе «Петроула» стал обладателем Кубка Румынии в 2013 году. В 2014 году перешёл в израильский клуб «Хапоэль» (Беэр-Шева). 20 сентября 2014 года в матче против «Хапоэля» (Петах-Тиква) дебютировал в чемпионате Израиля, а 11 мая 2015 года в матче против «Маккаби» (Тель-Авив) забил первый гол за «Хапоэль». В составе «Хапоэля» стал финалистом Кубка Израиля 2014/15, а также стал чемпионом Израиля 2015/16.

## Международная карьера
4 июня 2013 года в товарищеском матче против сборной Тринидада и Тобаго дебютировал за национальную команду, а 8 октября 2015 года в отборочном матче к чемпионату Европы 2016 против сборной Финляндии забил первый гол за сборную.

## Достижения
Командные
 «Петролул»
- Обладатель Кубка Румынии — 2012/13

 «Хапоэль» (Беэр-Шева)
- Чемпионат Израиля по футболу — 2015/16, 2016/17
- Финалист Кубка Израиля — 2014/15
- Обладатель Суперкубка Израиля — 2016
- Обладатель Кубка Тото — 2016/17

 «ЧФР Клуж»
- Чемпионат Румынии по футболу (5): 2017/18, 2018/19, 2019/20, 2020/21, 2021/22
- Обладатель Суперкубка Румынии (2): 2018, 2020